# Securin
Securin là một loại protein tham gia vào việc kiểm soát việc chuyển tiếp kỳ giữa-kỳ cuối và việc bắt đầu kỳ cuối. Theo sau sự định hướng kép của các cặp nhiễm sắc thể và  việc hệ thống điểm kiểm soát thoi bị khử hoạt tính, hệ thống điều chỉnh nằm bên dưới, thứ bao gồm securin, sản sinh ra một kích thích đột ngột gây ra hiện tượng phân tách nhiễm sắc thể hết sức cùng lúc trong kỳ sau.

## Securin và Separase

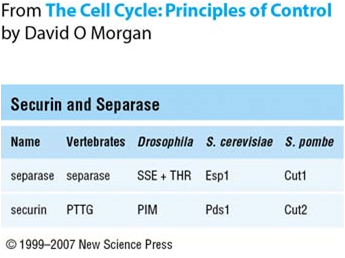
Hình 1: Securin và separase được bảo toàn rất rộng rãi

Securin ban đầu hiện diện trong tế bào chất và gắn liền với separase, một loại protease có nhiệm vụ làm thoái hóa liên kết cohesin mà liên kết hai nhiễm sắc thể chị em. Separase thì tối cần thiết cho sự khởi động của kỳ cuối. Phức hợp securin-separase này được duy trì khi securin bị photpharyl hóa bởi   Cdk1    . Khi bị ràng buộc với securin, separase không hoạt động.
Thêm nữa, cả securin và separase đều là những loại protein được bảo toàn tốt (Hình 1). Lưu ý là separase không thể hoạt động mà không hình thành phức hợp securin-sepasare lúc ban đầu. Điều này là bởi vì securin giúp gập separase chính xác thành thể cấu tạo có thể hoạt động được. Tuy nhiên, có vẻ như men không cần securin để hình thành nên separase hoạt động được vì kỳ cuối diễn ra trong men với một đột biến xóa securin.

## Vai trò của Securin trong việc khởi động Kỳ sau

### Cơ chế cơ bản

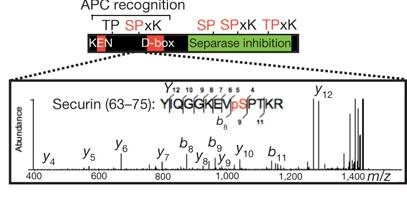
Figure 2: Five identified phosphorylation sites on securin

Securin có năm địa điểm photpharyl hóa đã biến là mục tiêu của Cdk1.